# Диес, Иосиф Ричард
Иосиф Ричард Диес (исп. Jose Richard Diez OAR, 16 февраля 1909, Леон, Кастилия и Леон — 25 июля 1936, Мотриль, Андалусия) — блаженный Римско-католической церкви, монах из католического монашеского ордена августинцев, мученик, самый младший из восьми мотрильских мучеников.

## Биография
В возрасте 17 лет вступил в новициат монашеского ордена августинцев. В 1926 году принял временные монашеские обеты. В том же году пережил кризис веры и ушёл из монастыря. В орден вернулся в 1932 году и в 1934 году принял вечные монашеские обеты. Начало Гражданской войны в Испании застал в монастыре, находящемся в городе Мотриль. 26 июля 1936 года был изгнан революционной милицией вместе с другими монахами из монастыря и расстрелян на улице города.
7 марта 1999 года Иосиф Ричард Диес был причислен к лику блаженных вместе с другими мотрильскими мучениками римским папой Иоанном Павлом II.
День памяти в Католической церкви — 5 мая.

## Источник
- Mario Agnes, «L’Osservatore Romano», № 5-6 (213), 1999 г., ISSN 1122-7249.